# Nodozana fifina
Nodozana fifina là một loài bướm đêm thuộc phân họ Arctiinae, họ Erebidae.